# Karl Obser
Karl Joseph Obser, né le 16 janvier 1860 à Karlsruhe et mort le 21 janvier 1944 dans la même ville, est un historien et archiviste allemand. De 1906 à 1924, il est directeur des Archives générales d'État de Karlsruhe (de).

## Biographie

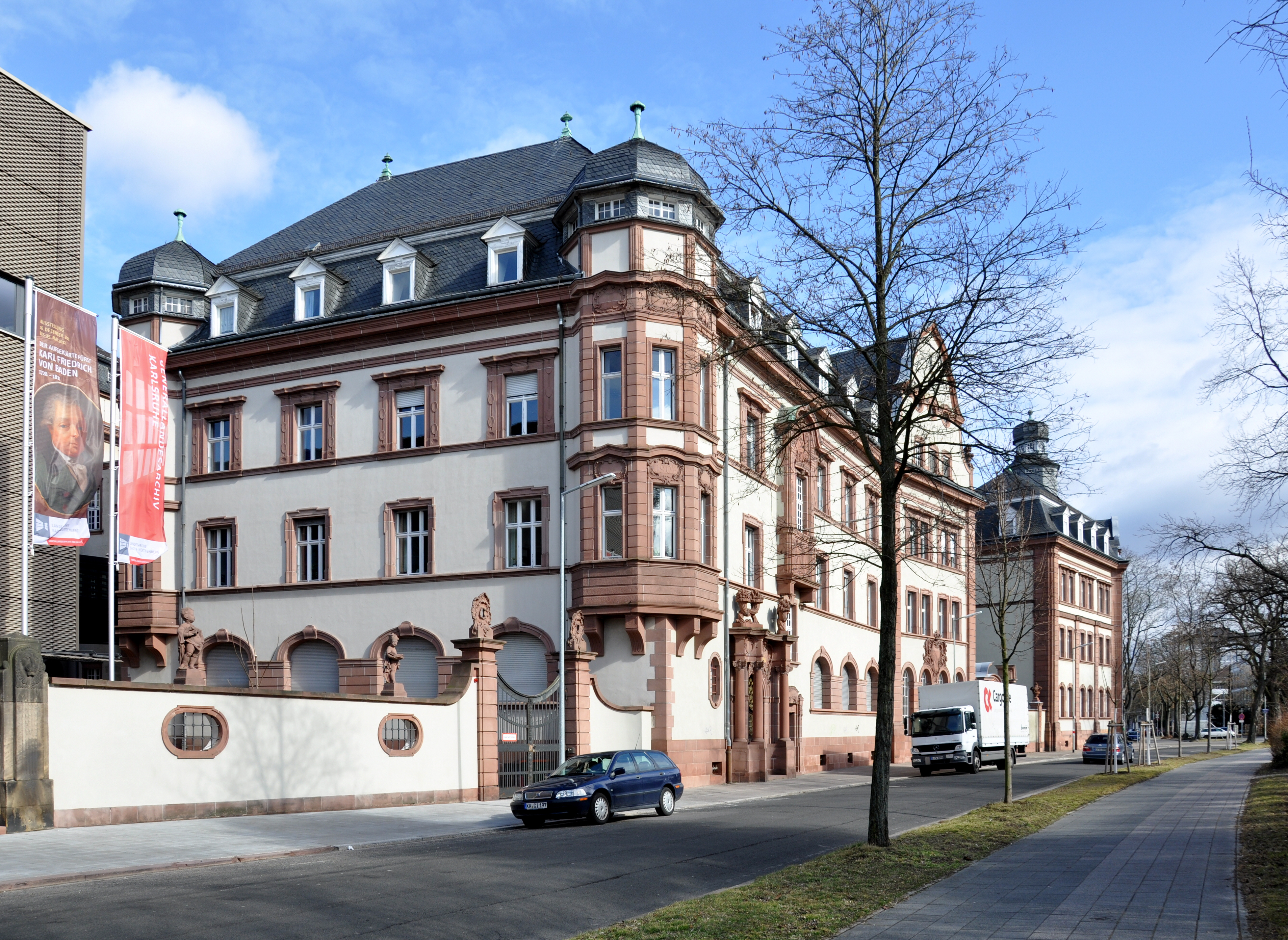
Bâtiment historique des archives générales régionales de Karlsruhe.

Après des études au lycée de Karlsruhe, il étudie le droit, l'histoire et l'allemand aux universités de Heidelberg et de Munich de 1879 à 1883. En 1883, il obtient son doctorat. En 1888, il est membre de la Commission historique de Bade, pour laquelle il travaille depuis 1883. En 1888, il est employé, d'abord comme évaluateur d'archives, aux Archives générales de l'État de Karlsruhe, dont il prend la direction en 1906. En 1909, il devient membre de l'Académie des sciences de Heidelberg. La même année, Obser, qui a grandi dans la religion catholique mais s’est politiquement opposé au centre catholique, rejoint l’Église protestante.
De 1897 à 1924, il est rédacteur en chef de la Revue d'histoire du Rhin supérieur (ZGO) pour laquelle il rédige de nombreux articles.
Ses archives sont conservées aux Archives générales de l'État de Karlsruhe.

## Ouvrages (sélection)
Comme auteur
- Wilfrid der Ältere Bischof von York. Ein Beitrag zur angelsächsischen Geschichte des 7. Jahrhunderts. Karlsruhe 1884.
- Die Obser. Ein Beitrag zur Familiengeschichte, Müller, Karlsruhe 1911.
- Quellen zur Bau- und Kunstgeschichte des Ueberlinger Muensters, Karlsruhe 1917.

Comme éditeur
- Politische Korrespondenz Karl Friedrichs von Baden, Bände 3–6, Winter, Heidelberg 1893–1915.
- Denkwürdigkeiten des Markgrafen Wilhelm von Baden, Band 1, 1906.
- Jugenderinnerungen Großherzog Friedrichs I. von Baden, Winter, Heidelberg 1921.